# Североевропейская короткохвостая овца

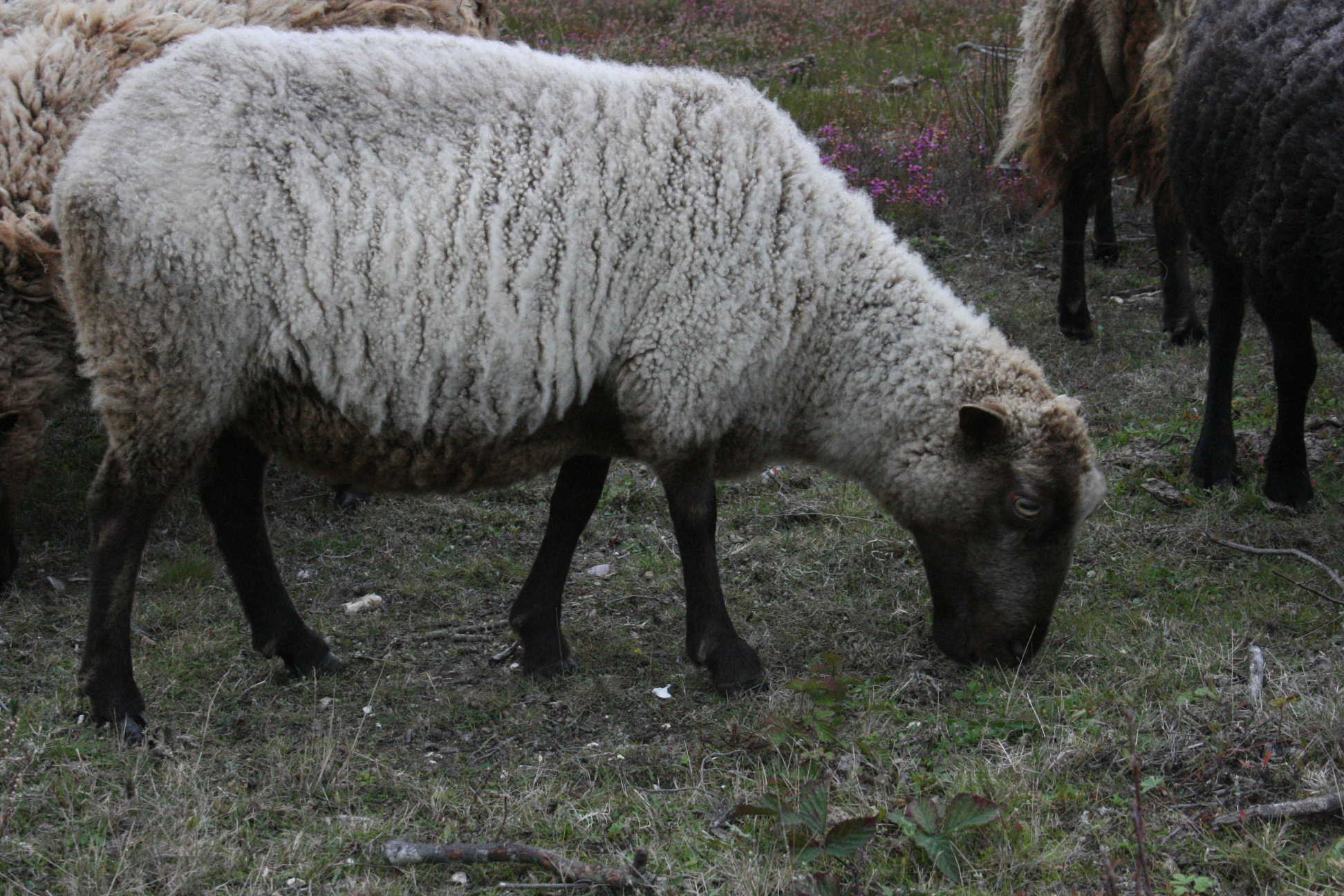
Шетландская овца

Североевропейская короткохвостая овца — название группы пород овец с Британских островов, Скандинавии и территорий вокруг Балтийского Моря. Считается, что они произошли от первых овец, пригнанных в Европу первобытными земледельцами. Обладающие густой шерстью и приспособленные к жизни в суровых условиях, они почти везде были позднее заменены на длиннохвостых овец из-за малого размера.

## Характеристики

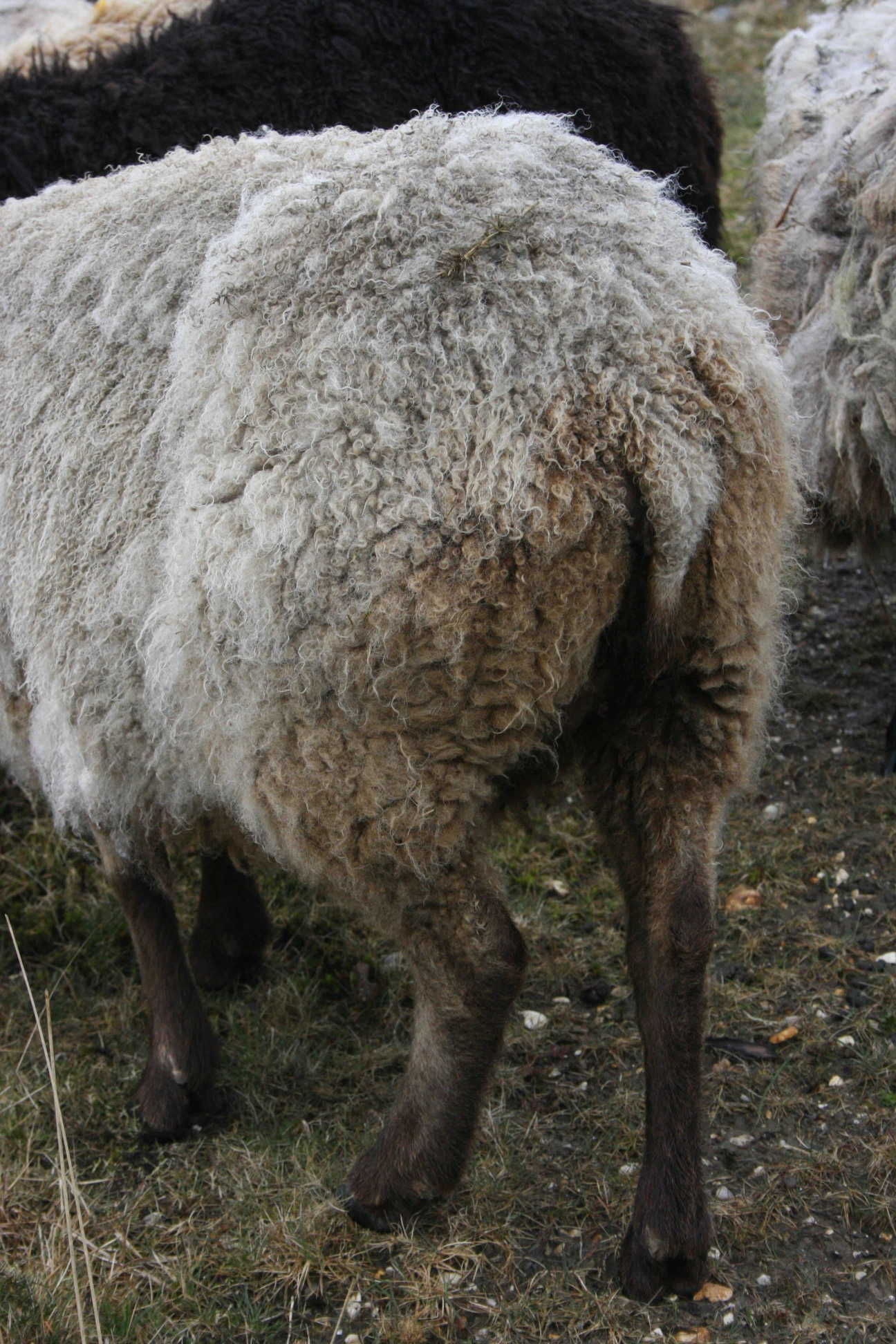
Овца шетландской породы с коротким волосатым хвостом, характерным для всех Североевропейских короткохвостых овец

Эти овцы, как правило, невелики и имеют «сплющенный» хвост, широкий в основании и сужающийся к концу. В хвосте обычно 13 позвонков, однако их число может доходить и до 20. У большинства пород длина хвостовой части позвоночника меньше соответствующей длины у длиннохвостых пород. На морде и голени нет шерсти. Наличие рогов зависит от пола и породы. У некоторых пород рога присутствуют и у баранов и у овец, у некоторых только у баранов, у некоторых их вообще нет. У некоторых пород может быть несколько пар рогов (мэнский лохтан, гебридская овца).
Окрас может быть как одноцветным, обычно белым, чёрным или красновато-коричневым, так и разноцветным, в том числе с белыми пятнами. Некоторые породы, такие как шетландская и исландская, отличаются большим разнообразием цветов и узоров. Некоторые породы линяют, обычно весной, «сбрасывая» шерсть и не нуждаясь в стрижке.
Размножение, как правило, сезонное. Ягнята рождаются весной или в начале лета, часто парами. Некоторые породы (финская, романовская или исландская) более плодовиты, принося потомство в количестве трёх, четырёх или более ягнят. 
Большинство пород выносливы и ловки, приспособлены к питанию грубой растительностью во влажном холодном климате, зачастую предпочитая питаться листьями с деревьев. Норт-роналдсдейтская порода приспособилась питаться в основном морскими водорослями.

## История

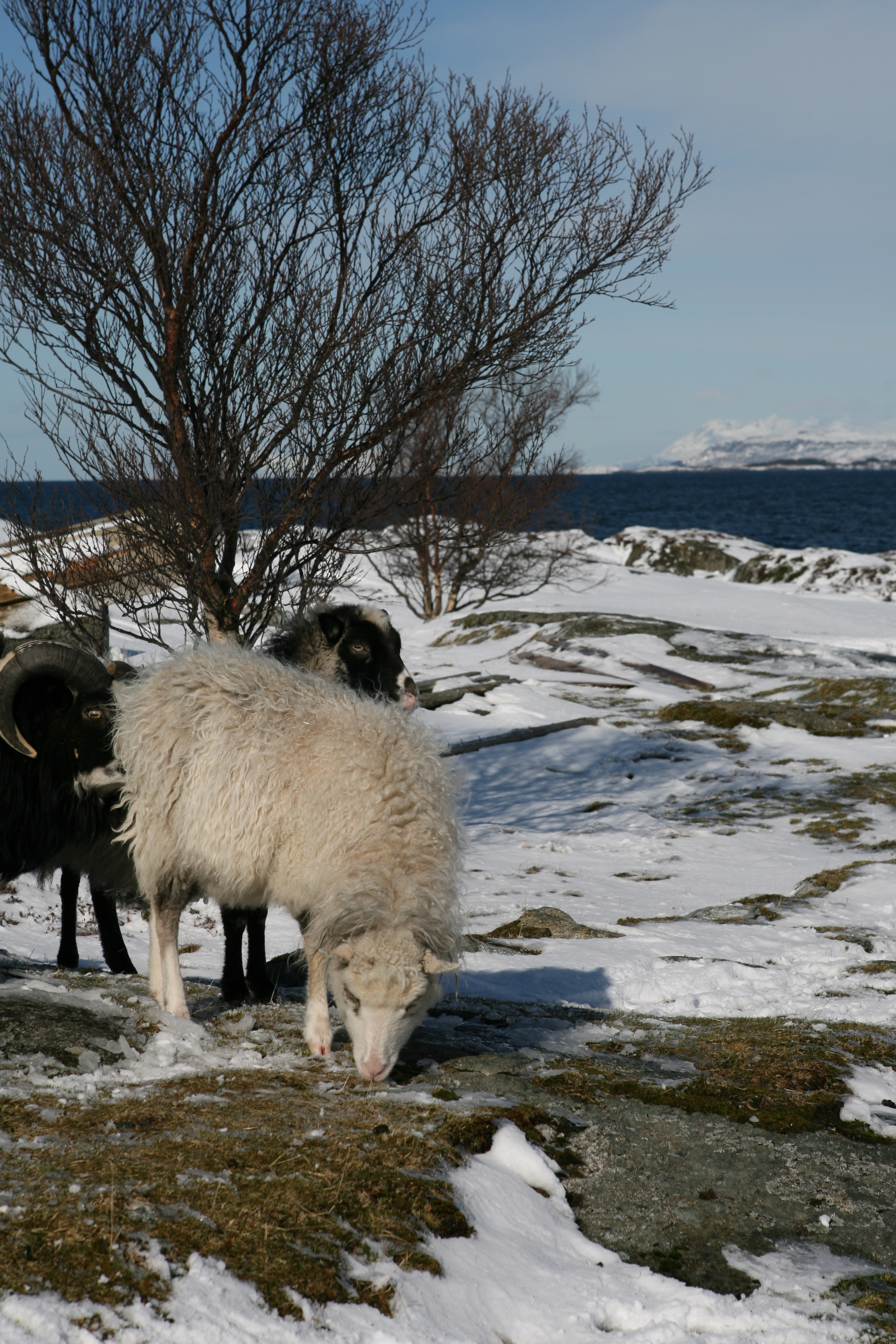
Старонорвержская овца на берегу Норвегии

Считается, что первые в Европе овцы были короткохвостыми. Первоначально, в неолите, это были маленькие четырёхрогие коричневые овцы с естественной линькой. Реликтом этой породы считаются овцы овцы Соэй. К железному веку в северной и западной Европе они были заменены на овец большего размера, тоже короткохвостых, но с более однородной структурой шерсти и более разнообразным окрасом.
Позже из южной Европы были завезены длиннохвостые, значительно более крупные породы, в основном белого окраса. К началу XIX века они заместили короткохвостых почти везде, последние остались только на далёком западе и севере, в Скандинавии, вокруг Балтийского моря, в Ирландии, Корнуолле, на холмах Шотландии и различных островах. Позднее длиннохвостые распространились и в этих местах тоже, к началу XX века короткохвостые остались только на отдалённых островах и в горах.
С середины XIX века (а особенно с середины XX) некоторые из исчезающих короткохвостых пород стали рассматриваться как нуждающиеся в защите из-за проявляемого к ним интереса, в культурных целях, как символ местности или для сохранения генетического разнообразия. К настоящему времени сохранилось около 30 пород.

## Можно почитать
- Ó. R. Dýrmundsson и R. Niżnikowski. Североевропейские короткохвостые овцы: обзор = North European short-tailed breeds of sheep: a review. — Animal 4. — 2010. — С. 1275—1282.